# Liste des sénéchaux de l'Anjou
Les sénéchaux de l'Anjou étaient des officiers nommés par les comtes d'Anjou pour les seconder dans leurs tâches d'administrateur et de justicier du comté d'Anjou.

## Historique
Le premier sénéchal d'Anjou fut Lisois d'Amboise désigné en 1016 par Foulque Nerra. Par la suite, les sénéchaux angevins, obligés de suivre leurs maîtres à la guerre, nommèrent à leur tour des substituts qui devinrent baillis, puis juges ordinaires et enfin lieutenants-généraux civils pour les sénéchaussées de l'Anjou. Les sénéchaux angevins eurent également la charge de sénéchal de la province du Maine et administrèrent les sénéchaussées du Maine durant la majeure partie du Moyen Âge. Ils portaient alors le titre de sénéchal d'Anjou et du Maine.
Le premier bailli d'Anjou fut Hervé Ricordelle, nommé en 1100.
En 1362, était nommé le premier juge ordinaire sous le titre de juge-général d'Anjou, en la personne de Simon Auveré ou Auveray.
En 1539, était désigné le premier lieutenant-général civil de l'Anjou, en la personne de Pierre Poyet, frère de Guillaume Poyet, chancelier de France.
Parmi les sénéchaux d'Anjou, figure une femme, Jeanne des Roches, femme d'Amaury Ier de Craon et fille du sénéchal d'Anjou Guillaume des Roches, qui reprit la charge de son mari quelques années après la mort de dernier. La fonction étant dévolue aux hommes, elle se fit représenter par deux hommes, d'abord Richard le Clerc qui prit le titre de bailli de Jeanne, dame de Craon, sénéchalle d'Anjou ; puis par Guillaume de Fougères.
Les sénéchaux d'Anjou, puis les baillis, s'établirent, à Angers, dans un bâtiment dénommé le Palais donnant d'un côté sur l'ancienne rue Saint-Michel et de l'autre côté sur l'ancienne place des Halles (aujourd'hui place Imbach). En 1539, le lieutenant-général civil, Pierre Poyet, fit rebâtir cet édifice qui tombait en ruine au début du XVIe siècle.
La Révolution française marque la fin de la fonction de sénéchal. Augustin-Félix-Elisabeth Barrin La Galissonnière fut le dernier sénéchal de l'Anjou nommé avant la Révolution française. Il représentera la Noblesse de l'Anjou lors de la réunion des États généraux de 1789.

## Liste des sénéchaux d'Anjou
- 1016 : Lisois d'Amboise
- 1043 : Auger (frère du précédent)
- 1058 : Girard
- 1084 : Pierre (fils du précédent)
- 1099 : Payen de Maugé
- 1110 : Geoffroy Foulères
- 1125 : Argnilose
- 1140 : Étienne de Marsay
- 1160 : Joulain Isembard (Jouslain de Tours)
- 1164 : Guy des Moulins
- 1170 : Guillaume Hamon
- 1174 : Étienne de Marsay
- 1181 : Étienne de Tours
- 1189 : Payen de Rochefort
- 1196 : Robert de Tournehan
- 1199 : Aimery VII de Thouars

### Sénéchal héréditaire
- 1199 : Guillaume des Roches
- 1221 : Amaury Ier de Craon
- 1224 : Maurice IV de Craon (fils du précédent)
- 1230 : Jeanne des Roches
- 1232 : Amaury II de Craon
- 1247 : Maurice V de Craon
- 1259 : Isabelle de Craon
- 1282 : Maurice VI de Craon
- 1292 : Amaury III de Craon

Avec la création de lieutenants-généraux chargés de protéger les limites des provinces frontalières, les rois de France Charles le Bel en 1323, puis Philippe de Valois en mars 1331, rachètent successivement à Amaury III les sénéchaussées de Touraine, puis d'Anjou et du Maine : Amaury III sera donc le dernier sénéchal héréditaire de ces trois provinces, charges venues de son ancêtre Guillaume.

### Sénéchal non héréditaire
- 1298 : Maurice de Coesme
- 1304 : Philippe de Beaume
- 1310 : Pierre de Beaume
- 1332 : Jean Bigot
- 1342 : Ithier de Maugat
- 1349 : Robert Mulet
- 1356 : Jean de Montjean
- 1360 : Jean de Saintré
- 1378 : Pierre d'Avoir
- 1385 : Amaury de Clisson
- 1398 : Macé de Beauveau
- 1400 : Jean de Beauveau
- 1410 : Guillaume de Beauveau
- 1416 : Renault de Montjean
- 1420 : Pierre de Beauveau
- 1437 : Pierre de Brézé de la Varenne
- 1444 : Dominique de Châtillon
- 1454 : Louis de Beauvau
- 1461 : Jean IV de Beauvau
- 1470 : Jean II de Lorraine
- 1479 : Guy II de Laval-Loué

### Séparation
Le Maine et l'Anjou cessent d'être soumis au même sénéchal ; chacune de ses provinces en aura désormais un particulier.
- 1484 : Jean V de Bruges de La Gruthuse
- 1499 : Louis de la Gruthuse
- 1500 : Brandelis de Champagne
- 1510 : Jacques de Daillon, baron du Lude
- 1522 : Jacques de Daillon (frère du précédent)
- 1555 : René de la Jaille
- 1584 : Jean de Daillon
- 1595 : François de Daillon
- 1597 : Pierre de Donadieu, sieur de Puycharic
- 1604 : Louis de Rohan
- 1613 : Pierre de Rohan
- 1628 : Pierre de Rohan
- 1654 : Abel Servien
- 1659 : Louis-François Servien (fils du précédent)
- 1708 : Amable Robin
- 1741 : Auguste-Pierre-Louis Le Clerc de Bréon
- 1788 : Augustin-Félix-Elisabeth Barrin La Galissonnière

## Sources
1. ↑  Histoire de la Touraine, par Chalmel, éditions Fournier, Paris : 1828

- Jean-François Bodin, Recherches historiques sur l'Anjou et ses monuments, tome second, éditeur Deguy Aîné, Saumur, 1823
- Pinard, Chronologie historique-militaire, tome premier, éditeur Claude Herissant, Paris, 1760
- Jean-Louis Chalmel, Histoire de Touraine depuis la conquête des Gaules par les Romains, jusqu'à l'année 1790, éditeur Aigre, Tours, 1841